# Czwórkoalicja

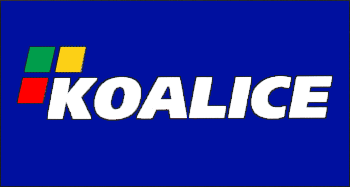
Logo

Czwórkoalicja (cz. Čtyřkoalice) – czeska koalicja centrowych i centroprawicowych partii politycznych, działająca w latach 1998–2002.

## Historia
Sojusz został zawarty 1 września 1998 jako koalicja wyborcza do Senatu. Zawiązały go Unia Chrześcijańska i Demokratyczna – Czechosłowacka Partia Ludowa (KDU-ČSL), Unia Wolności (US), Obywatelski Sojusz Demokratyczny (ODA) i Unia Demokratyczna (DEU). W głosowaniu z listopada tegoż roku blok zdobył 13 z 27 obsadzanych wówczas mandatów senatorskich. Koalicja współdziałała nadal, prezentując się jako alternatywa dla parlamentarnej współpracy między rządzącą Czeską Partią Socjaldemokratyczną (ČSSD) i formalnie opozycyjną Obywatelską Partią Demokratyczną (ODS).
28 września 1999 ugrupowania podpisały umowę o dalszym współdziałaniu. W listopadzie 2000 koalicja zajęła drugie miejsce w wyborach regionalnych (171 z 675 mandatów rad krajów), a następnie wygrała w wyborach senackich (17 z 27 mandatów), pozbawiając ČSSD i ODS większości w tej izbie.
Problemy w sojuszu rozpoczęły się na początku 2001, kiedy to partie spierały się o skład gabinetu cieni, do tego toczyły się spory frakcyjne wewnątrz ludowców. Pod koniec tegoż roku US i DEU połączyły się w partię pod nazwą Unia Wolności – Unia Demokratyczna (US-DEU). Największa formacja KDU-ČSL zażądała w tym samym czasie od partii ODA, by ta zajęła się swoim zadłużeniem, a na początku 2002 wezwała to ugrupowanie, by przyłączyło się do US-DEU. 31 stycznia 2002 chadecy zadeklarowali, że do wyborów do Izby Poselskiej pójdą wyłącznie w koalicji z Unią Wolności – Unią Demokratyczną. Następnego dnia lider Obywatelskiego Sojuszu Demokratycznego ogłosił rozpad Czwórkoalicji.